# Lejowa Szczelina
Lejowa Szczelina – jaskinia, a właściwie schronisko, w Dolinie Lejowej w Tatrach Zachodnich. Wejście do niej znajduje się w północnym zboczu Kominiarskiego Wierchu, w pobliżu jaskini Suchy Biwak i Jaskini Skośnej, na wysokości 1730 metrów n.p.m. Długość jaskini wynosi 7,5 metrów, a jej deniwelacja 3,5 metrów.

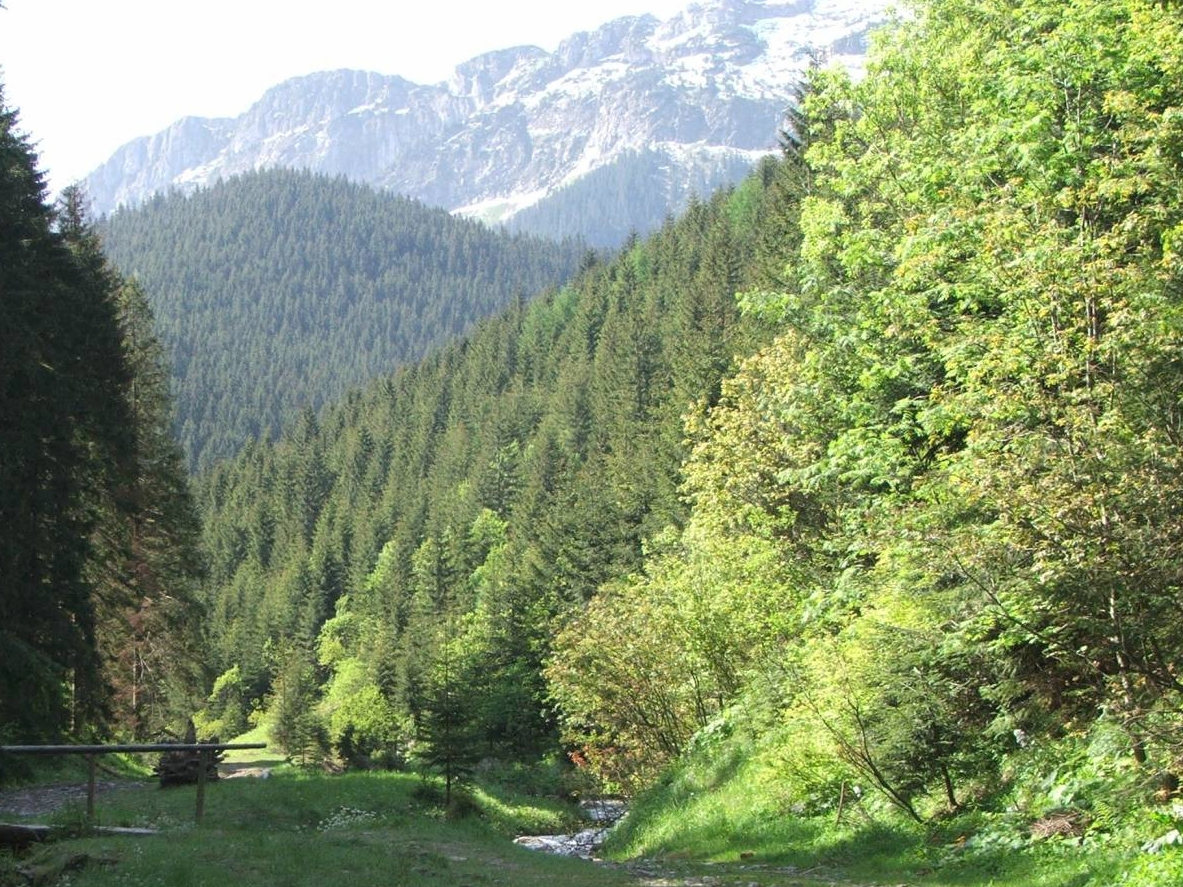
Dolina Lejowa. W głębi północne zbocza Kominiarskiego Wierchu

## Opis jaskini
Jaskinię stanowi szczelinowy korytarz zaczynający się w otworze wejściowym będącym pionową szczeliną, a kończący zawaliskiem. Jego strop tworzą zaklinowane wanty.

## Przyroda
W jaskini nie występują nacieki. Ściany są mokre, brak jest na nich roślinności. W dolnej części przez cały rok zalega śnieg i lód.

## Historia odkryć
Jaskinia była prawdopodobnie znana od dawna. Jej pierwszy plan i opis sporządzili R. i R. M. Kardasiowie przy pomocy M. Różyczki w 1977 roku.